# デイドリーマー (デヴィッド・キャシディの曲)
「デイドリーマー」(Daydreamer) は、アメリカ合衆国の歌手、デヴィッド・キャシディが1973年に発表した楽曲。

## 概要
作詞作曲はテリー・デンプシー。1973年10月発売のアルバム『夢のつぶやき』に収録され、シングルカットされた。マイケル・マクドナルドがエレクトリックピアノ、マイケル・オマーティアンがピアノ、マックス・ベネットがベース、ジョン・ゲランがドラムスを担当した。
「デイドリーマー」は、キャシディにとって2度目の、そして、最後の全英シングルチャート首位に立った曲であり、1973年10月から3週間にわたってチャートの首位にあった。この曲は、ハリー・ニルソンをカバーした「パピー・ソング」との両A面シングルとされていた。このシングルは、1973年のイギリスにおいて、10番目に売れたシングルであった。またアルバムはイギリスでアルバム・チャートの首位を記録した。
シラ・ブラックは、1974年にこの曲を吹き込んでいる。
アメリカ合衆国でチャートに入ったのは、アリスタ・レコードから1976年にリリースされたジノ・クニコ (Gino Cunico) のバージョンだけである。『ビルボード』誌のイージーリスニング・チャートで43位まで上昇したこのカバー・バージョンには、 「ain't that a shame」というフレーズが、ブリッジの部分に付け加えられている。